# The Jerry Springer Show
Pour les articles homonymes, voir Springer.
The Jerry Springer Show est une émission diffusée américaine, enregistrée à Stamford, Connecticut, et présentée par l'ancien homme politique américain Jerry Springer. La première émission a été diffusée le 30 septembre 1991. Elle s'est terminée en juillet 2018.
Cette émission très controversée est diffusée dans certains pays francophones sur la chaîne de télévision AB1.

## Principe de l'émission
Le principe de l'émission est d'inviter des individus, couples ou familles, afin d'exposer et résoudre en public leur problème, devant des spectateurs qui peuvent réagir, poser des questions ou donner une opinion sur les invités.
Chaque épisode est axé sur un sujet qui implique souvent le sexe, la drogue, la prostitution, le racisme, le Ku Klux Klan, etc. On pourra ainsi par exemple évoquer un problème de relations extra-conjugales, d'adolescent rebelle ou encore une situation impliquant une actrice de films X.
L'émission, lancée en 1991, était censée être orientée vers la politique, mais l'audimat étant assez bas, des sujets de plus en plus osés furent proposés, donnant naissance au Jerry Springer Show définitif, dont le succès ira grandissant.
Le 12 mai 2006, le Jerry Springer Show a fêté sa 3 000e émission. Un contrat signé le 15 juillet 2007 avec NBC assure à l'émission de continuer jusqu'à la saison 2009-2010.

## Controverse sur l'authenticité des situations
Beaucoup de voix se sont élevées, parlant de mise en scène, au vu de la nature toujours plus extravagante des thèmes abordés (un exemple frappant est Papa, veux-tu m'épouser ?). Jerry Springer jure le contraire, mais plusieurs catcheurs professionnels ont été invités, souvent sous un pseudonyme (Iron Sheik, Pitbull #2).

## Annexe